# Casalbuono
Casalbuono é uma comuna italiana da região da Campania, província de Salerno, com cerca de 1.301 habitantes. Estende-se por uma área de 34 km², tendo uma densidade populacional de 38 hab/km². Faz fronteira com Casaletto Spartano, Lagonegro (PZ), Montesano sulla Marcellana, Sanza.

## Demografia
| Variação demográfica do município entre 1861 e 2011                               |
|                                                                                   |
| Fonte: Istituto Nazionale di Statistica (ISTAT) - Elaboração gráfica da Wikipedia |